# Place Monseigneur-Duchesne
 (octobre 2016).
La place Monseigneur-Duchesne est une voie de la commune française de Saint-Malo, Ille-et-Vilaine, en Bretagne.

## Situation et accès
Jouxtant la longue plage des Bas-Sablons, la vaste place Monseigneur-Duchesne est une place du quartier des Bas-Sablons à Saint-Servan, anciennement ville de Saint-Servan-sur-Mer de 1790 à 1967, avant sa fusion avec sa voisine Saint-Malo. Trois rues donnent sur elle : la rue des Bas-Sablons, la rue du Pré-Brécel et la rue des Hauts-Sablons.

## Origine du nom
Son nom commémore le souvenir d'un enfant du pays, Louis Duchesne (1843-1922), célèbre historien et membre de l'Académie française.

## Historique
En 1834, la ville acquiert ce long emplacement, celui de la corderie Joly, qu'elle transforme en promenade plantée d'ormes dès 1835.
A l'été 1848, c'est sur cette place que part la Révolution des pommes de  terre, émeute de la faim à laquelle participe un beau-frère de Louis Duchesne, l'aventurier Louis Miniac (1822-1890). Construit au milieu du XIXe siècle, un casino donne son nom à la place jusqu'en 1922. Il sera détruit en 1939. C'est donc en 1922, que l'historien Jules Haize et prochain maire (1923-1929) propose à la ville de Saint-Servan de baptiser la place du casino du nom de l'académicien. Ainsi, le 30 mai 1922, le conseil municipal de Saint-Servan répondait à la demande de Jules Haize et adoptait à l’unanimité trois propositions :« "Mgr Duchesne ayant désiré reposer dans le cimetière du Rosais, la ville concède gratuitement un terrain pour sa sépulture ; le nom de ce savant sera donné à l’une des places de sa ville natale : la place du Casino s’appellera désormais place Louis Duchesne ; un monument à sa mémoire sera élevé sur cette place : au moment opportun, la ville en prendra l’initiative de concert avec les hautes personnalités auxquelles se rattache la réputation mondiale du célèbre historien. » En fait, il faudra attendre le 3 juillet 1995 pour que le monument, un buste offert en 1972 à la ville par le docteur Paul Miniac (1928-1995), soit érigé et inauguré par le député-maire René Couanau.

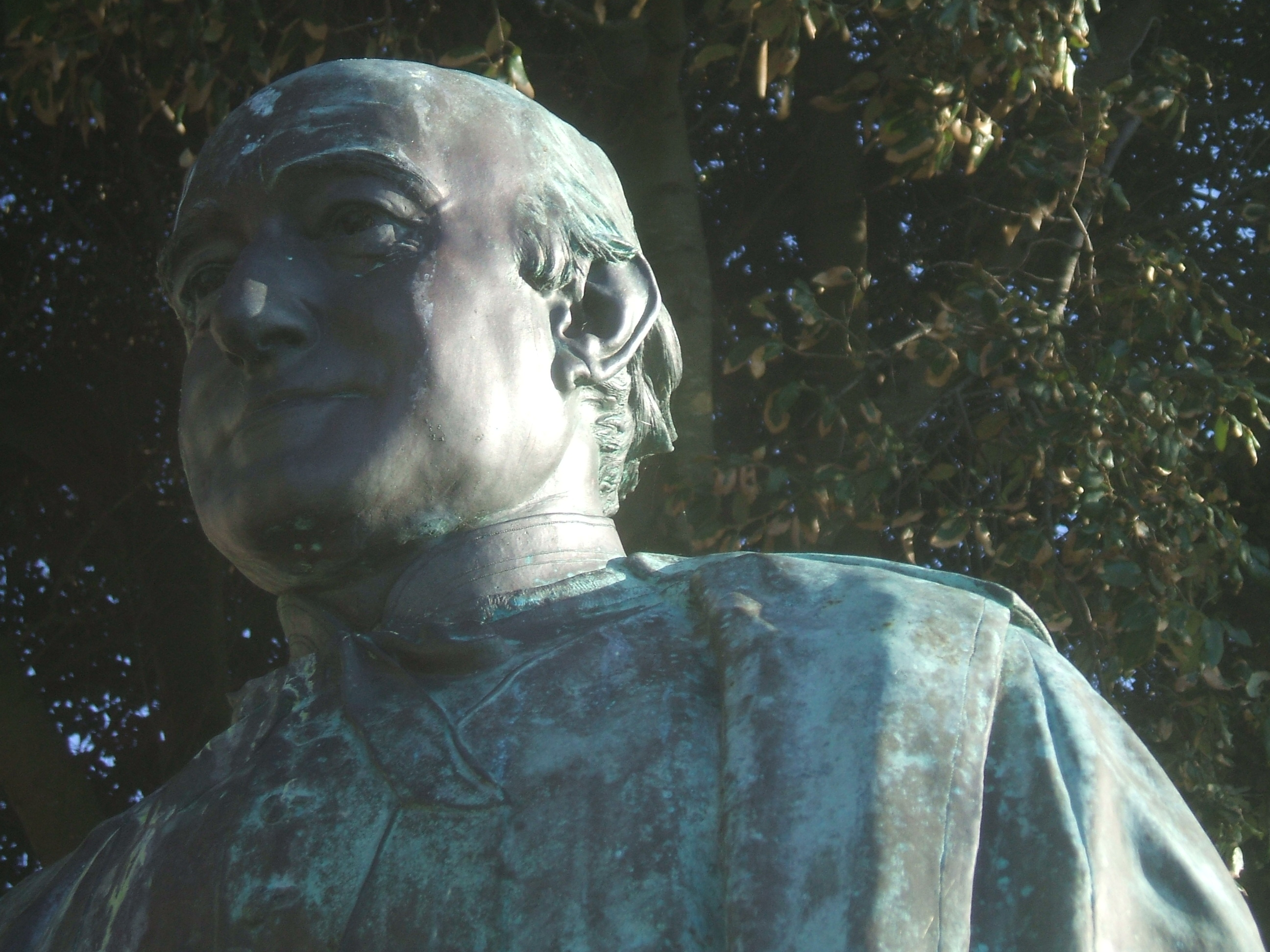
Buste de Louis Duchesne à Saint-Malo, jouxtant la place Monseigneur Duchesne

La place est classée le 25 février 1972.

## Bâtiments remarquables et lieux de mémoire
- L'Hôtel Manoir de Cunningham, au n°9. Construit en style néo-normand au début du XXe siècle, alors pension de famille Le Pavillon de Madame Resche-Rigon, ce bâtiment prend le nom de Ker Bouvet en 1939.
- Buste sur stèle de Louis Duchesne, œuvre du statuaire Paul Roussel, premier grand prix de Rome. Créé en 1900, offert à la Société d'Histoire et d'Archéologie de Saint-Malo  par le docteur Paul Miniac (1928-1995), inauguré en juillet 1995 par René Couanau, ce buste en bronze trône dans le jardin entre la plage et la place.
- L'impasse Monseigneur-Duchesne, laquelle donne sur la place.
- École Mgr Duchesne, laquelle sert de bureau de vote.
- Le Cunningham's, bar de nuit.
- Le phare. En 1865, ce phare est construit sur le mur de soutènement.
- La plage des Bas-Sablons est bordée jusqu'au milieu du XIXe siècle d'une dune sablonneuse le long de la rue des Hauts-Sablons et de la place Monseigneur-Duchesne. Le Connétable Bertrand du Guesclin fit un défilé militaire sur cette grève.
- La digue. En 1840, ce mur de soutènement est construit le long de la grève.
- Créé en 1840 le long de la digue et à présent disparu, cet établissement de bains portait le nom de casino.
- Jardin, à l'emplacement de l'ancien casino. Au XIXe siècle, des peupliers plantés en quinconce animaient le talus de ce terrain aujourd'hui nu.
- Louis Duchesne y a habité.
- Peintre officiel de la marine, Jacques Bouyssou a  exécuté une toile de la place.
- Marcel Leprin a  peint une toile de la place vue depuis la grève des Bas-Sablons.
- En 1939, le peintre et cartoonist britannique Harry Arthur Riley (1895-1966), du Royal Institute of Painters in Watercolour, a exécuté une aquarelle de la place, centrée sur l'immeuble du marchand de vin voisin de l'école.